# 金安桥站
金安桥站是一个位于中国北京市石景山区金顶街街道阜石路、金顶南路、金顶西街、北辛安路交叉口，属于北京地铁6号线、S1线与11号线的地铁换乘站。
S1线金安桥站于2017年12月30日开通，6号线金安桥站于2018年12月30日开通，11号线金安桥站则于2021年12月31日开通。是继西直门、东直门、宋家庄、国家图书馆之后，成为北京地铁的第五批三线换乘站（另外两座为十里河站及草桥站）。

## 位置及名称
金安桥站位于西五环外，阜石路（东西向）与北辛安路（大致呈南北向）交汇处。三条线路车站均位于交汇处东南侧、京门铁路南侧（京门铁路与阜石路并行）。6号线与S1线车站为东西走向，其中6号线在南侧、S1线在北侧；11号线车站为南北走向。
金安桥这一名称取自附近的两个地名“金顶街”与“北辛安”。

## 结构

### 车站楼层
S1线车站为高架车站，站房结构为地下一层、地上两层，其中地下一层为换乘层，邻接6号线站厅。
6号线为地下二层车站，采用双柱三跨结构，上层为站厅（并连接S1线），下层为岛式站台。
6号线金安桥站采用预制装配方式进行建设，既可缩短施工时间，又能减少工地扬尘和噪声。
| 二层     | 侧式站台，右侧开门 | 侧式站台，右侧开门                 | 侧式站台，右侧开门 | 侧式站台，右侧开门 |
|          |                    | S1线往石厂（四道桥）               |                    |                    |
|          |                    | S1线往苹果园（终点站）             |                    |                    |
|          | 侧式站台，右侧开门 |                                    |                    |                    |
| 地面     | S1线站厅           | 售票机、问询中心、安检、进出站闸机 |                    |                    |
|          |                    | 出入口                             |                    |                    |
| 地下一层 | 6号线站厅          | 售票机、问询中心、安检、进出站闸机 |                    |                    |
| 地下二层 |                    | 6号线终点站 下客站台               |                    |                    |
|          | 岛式站台，左侧开门 |                                    |                    |                    |
|          |                    | 6号线往潞城（苹果园）              |                    |                    |
|          |                    |                                    |                    |                    |
|          | 11号线站厅         | 售票机、问询中心、安检、进出站闸机 |                    |                    |
| 地下三层 | 1 站台             | 11号线往模式口（终点站）           |                    |                    |
|          | 岛式站台，左侧开门 |                                    |                    |                    |
|          | 2 站台             | 11号线往新首钢（北辛安）           |                    |                    |

### 站厅及换乘

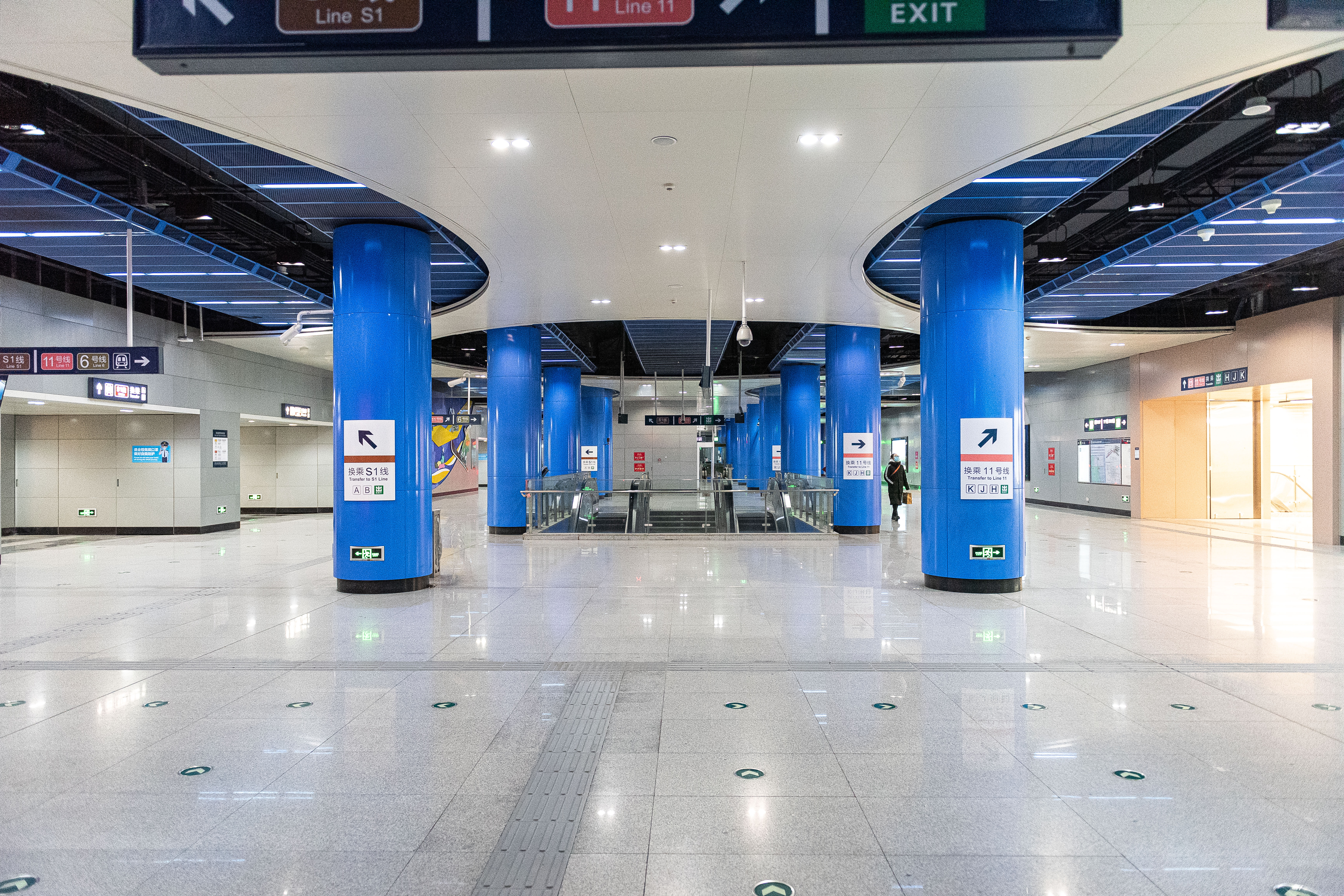
6号线站厅

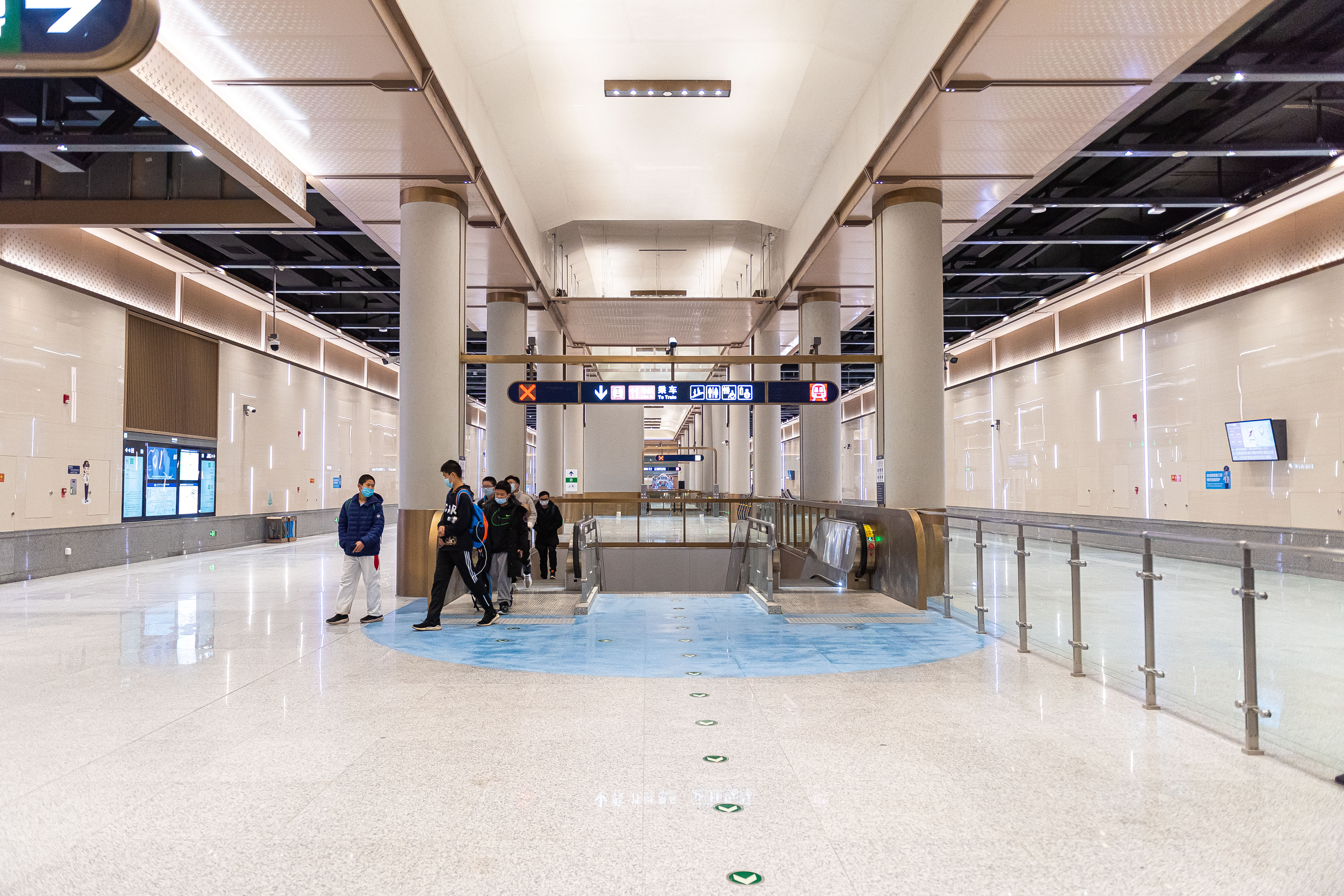
11号线站厅

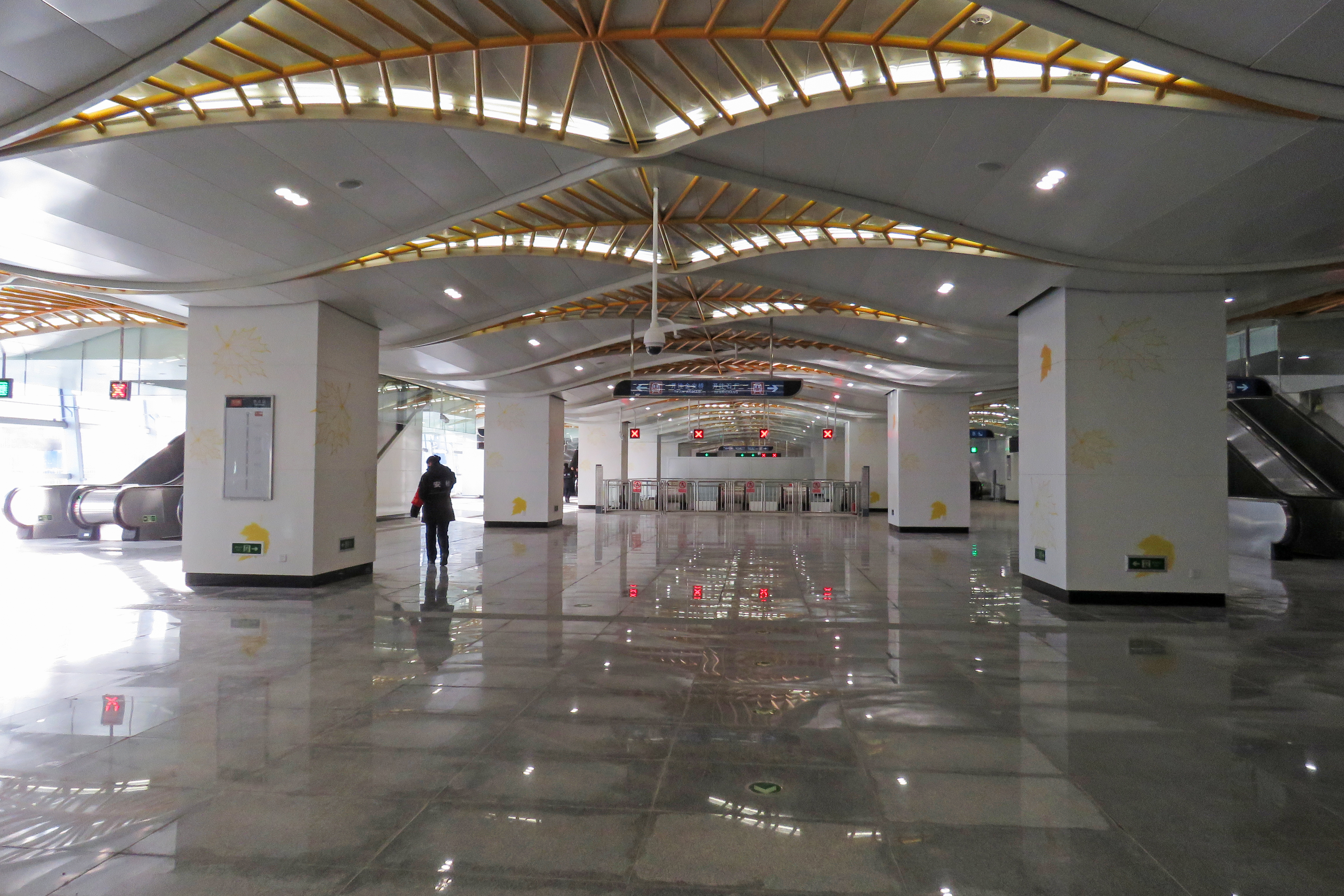
S1线站厅

金安桥站6号线站厅与S1线换乘大厅在地下一层相连。S1线站厅位于地上一层，站厅中部设有通往地下一层的4组扶梯。通往S1线站台的扶梯分别位于站厅南北两侧，连接换乘大厅、站厅与S1线站台的直梯则位于站厅东北、东南侧。6号线站厅南侧为通往11号线的换乘厅，11号线站厅位于地下二层。

### 站台

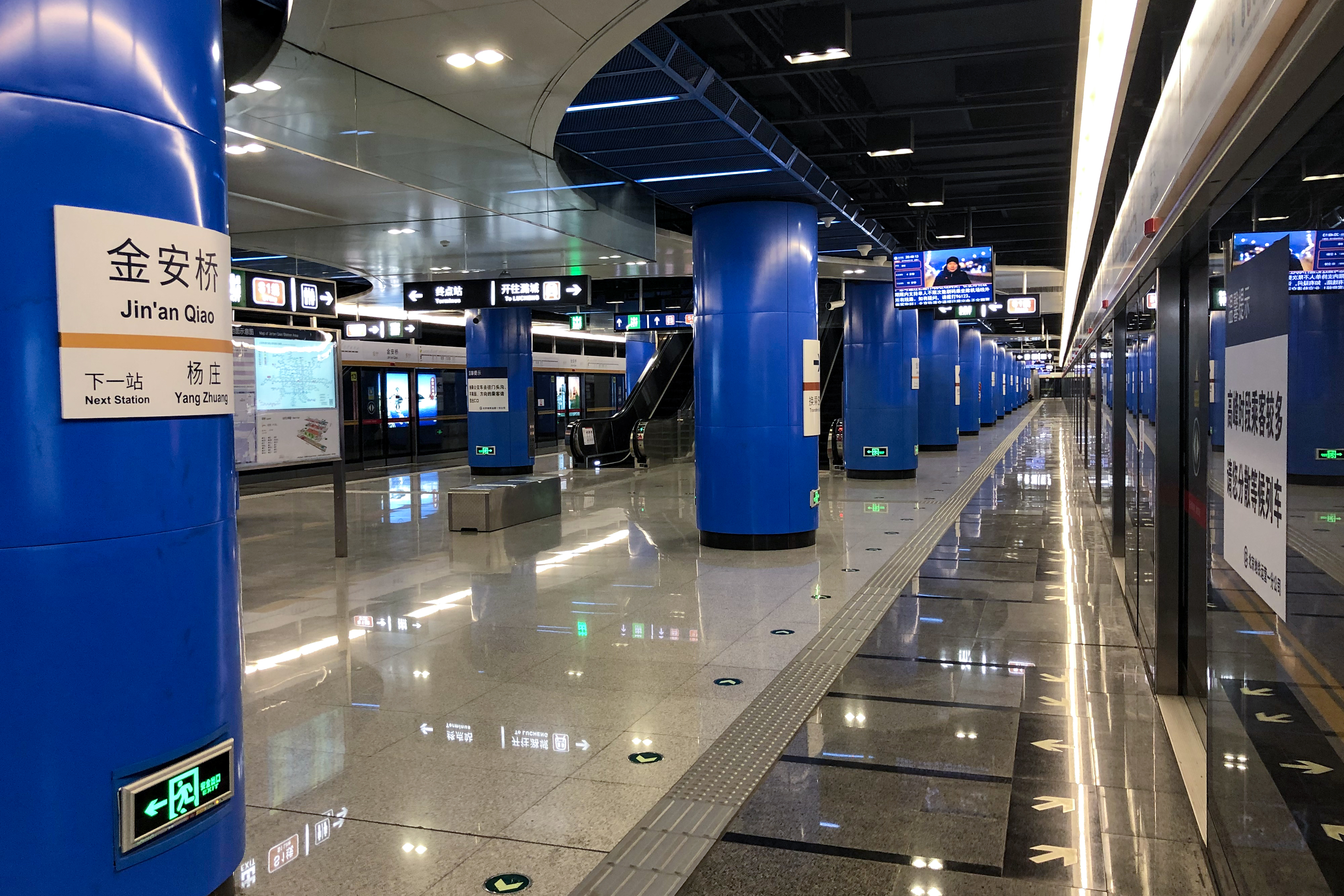
6号线站台（2019年6月摄）

S1线金安桥站设两个与阜石路平行的侧式站台，这两个站台位于阜石路南侧，均装有半高屏蔽门。S1线月台东端设有一条渡线。
6号线金安桥站设一个与阜石路平行的岛式站台，位于S1线站台南偏西方向的阜石路南侧地底，装有全高屏蔽门。西端設有一组交叉渡线供列车進行折返。东端设有一条渡线，可供列车进行站前折返。
11号线金安桥站设有一个与北辛安路平行的岛式站台，装有全高屏蔽门。

## 出入口
金安桥站现有A（东南）、B（西南）、C（西北）、D（西南）4个出入口。其中A、B、D出入口位于S1线站房南侧，C出入口位于京门铁路北侧，阜石路南侧人行道上，与金安桥东公交站相连。通过天桥可前往快速公交4号线金安桥站。由于所有出入口均在阜石路南侧，乘客前往阜石路北侧需要通过红绿灯和人行横道跨过阜石路。
|                           |          |                                                  |      |            |
|                           |          |                                                  |      |            |
|                           |          |                                                  |      |            |
| 编号                      | 指示     | 建议前往的目的地                                 | 照片 | 无障碍设施 |
| 连通 S1线站厅             |          |                                                  |      |            |
| 出口 · A · 无障碍通道标志 | 北辛安路 | 阜石路（南侧）、和平街（北侧）、北辛安路         |      | 不適用     |
| 出口 · B · 无障碍通道标志 | 北辛安路 | 阜石路（南侧）、和平街（北侧）、北辛安路（东侧） |      | 不適用     |
| 连通 6号线站厅            |          |                                                  |      |            |
| 出口 · C · 升降机标志     | 阜石路   | 北辛安路、金顶街五区、金顶阳光、金顶街第二小学   |      |            |
| 出口 · D                  | 北辛安路 | 阜石路（南侧）、和平街（北侧）、北辛安路（东侧） |      | 不適用     |
| 出口 · E                  | 阜石路   | 阜石路（南侧）                                   |      | 不適用     |
| 连通 11号线站厅           |          |                                                  |      |            |
| 出口 · F · 升降机标志     |          | 阜石路（南侧）、和平街（北侧）、北辛安路（东侧） |      |            |
| 出口 · H · 升降机标志     | 北辛安路 | 北辛安路（西侧）                                 |      |            |
| 出口 · J · 升降机标志     |          | 北辛安路（东侧）                                 |      |            |
| 出口 · K                  |          | 北辛安路（西侧）                                 |      | 不適用     |
| 註： 設有 \| 設有         |          |                                                  |      |            |

## 装饰
车站S1线地下一层换乘大厅以西山森林公园的红叶为设计意象，以黄色为主色调；6号线站厅设有艺术墙《寄情冬奥》，与即将在首钢园区内举办的2022年冬奥会相呼应，着重表现冬奥赛场的各式冰雪项目活动，希望各国的运动健儿都能在赛场上取得理想成绩。

## 历史

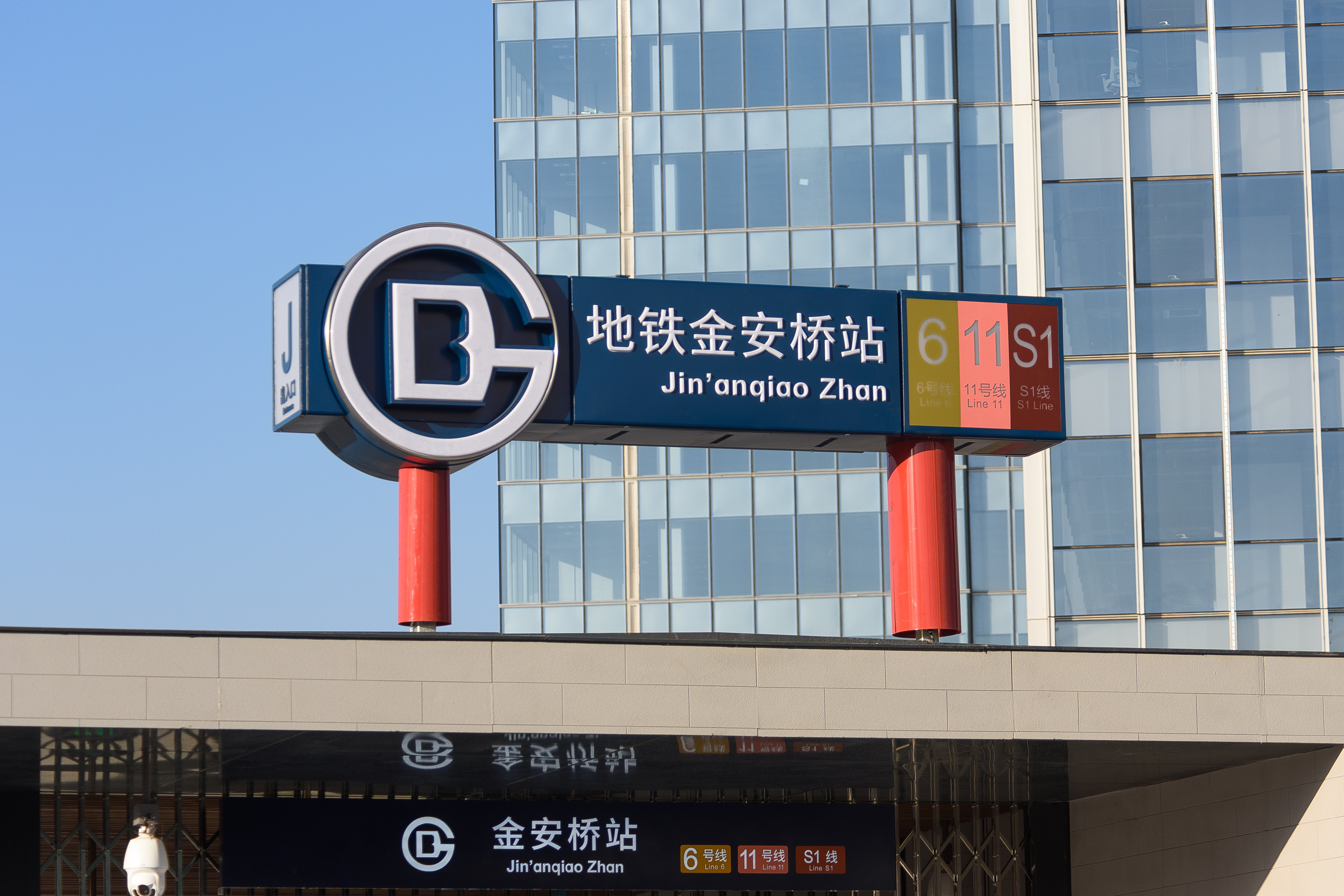
随11号线新建的J口灯箱

S1线金安桥站于2017年12月30日开通，6号线车站则于2018年12月30日开通。
2021年7月18日凌晨至上午，北京市西部出现强降雨，石景山区7月16日13时至18日12时平均降雨量132.8毫米，临近的门头沟区永定镇18日5至6时更录得85.5毫米/小时的全市最大小时雨强，这次强降雨导致北辛安路和阜石路辅路交叉路口南侧金安桥铁路桥下当天凌晨4时许出现积水，金安桥地铁站当天早晨6时30分出现积水倒灌现象，其后于7时许开始封闭抢修，6号线西端起讫站临时变更为杨庄站， S1线东端起讫站临时变更为桥户营站（18日16时30分起延至四道桥站），金安桥站内积水区域也于18日11时20分排涝完毕，唯因善后清淤工作而持续封闭，直至当晚21时解除封闭，恢复运营。
2021年12月，随着11号线出站口的建成，本站灯箱上的英文写法出现第三种变体：“Jin'ɑnqiɑo Zhɑn”（全拼音）。